# Zingiber eberhardtii
Gừng Eberhardt (danh pháp khoa học: Zingiber eberhardtii) là một loài thực vật có hoa trong họ Gừng. Loài này được François Gagnepain miêu tả khoa học đầu tiên năm 1907.

## Mẫu định danh
Mẫu định danh: Eberhardt P.A. s.n.; do nhà thực vật học người Pháp Philippe Albert Eberhardt (1874-1942) thu thập tại Bắc Bộ, Việt Nam, có lẽ khoảng năm 1905-1906.

## Phân bố
Loài này có tại Việt Nam.

## Mô tả
Cây thảo mọc thành bụi. Thân rễ có nhiều mắt, ngoằn ngoèo, mùi hơi thơm hoặc gần giống mùi hồ tiêu. Thân giả thanh mảnh, nhẵn nhụi, dài ~120 cm nhưng rủ xuống lên chiều cao chỉ tới 100 cm. Các bẹ ở gốc màu xanh lục ánh tía sẫm. Lá khoảng 25 mỗi thân, cách nhau 2-8 cm, không cuống, thẳng-hình mác, đáy nhọn, đỉnh nhọn thon có mấu nhọn và có lông rung, 10-15 × 2-3,5 cm, hai mặt nhẵn nhụi, mặt trên nhẵn bóng; lưỡi bẹ khô xác, dễ gãy, cắt cụt-có khía răng cưa, ít sọc màu đen, đáy mặt ngoài nhiều lông; đỉnh bẹ nhiều lông, hầu hết có sọc. Cán hoa ngắn, thẳng đứng, mọc từ thân rễ, gần thân lá, nhẵn nhụi, màu đỏ, có vảy (bẹ cuống cụm hoa); vảy hình mác, xếp lợp rồi sau đó lỏng lẻo, màu đỏ sẫm; cụm hoa hình trứng-hình trụ, lá bắc xếp lợp chặt, hình elip, đỉnh thuôn tròn, phần lộ ra màu ánh đỏ, mép nhạt màu, nhẵn nhụi, phần bị che lấp màu xanh lục; lá bắc con ôm hoa, có khía răng cưa, màu đỏ. Đài hoa hình ống, dài 1,2 cm, nhẵn nhụi, cắt cụt, răng khó thấy, chẻ một bên, màu trắng. Ống tràng thò ra, màu trắng; các thùy hình mác-tù, dài 1,7 cm, màu kem tới vàng nhạt, thùy lưng 2 lần rộng hơn. Bao phấn thẳng-hình elip, mô liên kết hình dùi, dài bằng. Cánh môi hình trứng-tam giác, 3 thùy; các thùy bên ngắn, tù, nhạt màu hơn; thùy giữa dài rộng hơn nhiều, hình elip, nguyên, màu đỏ tới đỏ sẫm với các đốm màu kem. Nhị lép bên màu kem, có lẽ hợp sinh tại đáy với cánh môi, tạo thành các thùy bên. Bầu nhụy nhẵn nhụi; nhụy lép hình trụ, đỉnh có khía răng cưa; quả nang nhẵn nhụi, hình trứng, 3 ngăn, các ngăn thuôn tròn thuôn tròn rất rõ; noãn hữu thụ chủ yếu ở trên. Quả nang không lông; hạt màu nâu tới đen, bóng, áo hạt xé rách, ôm lấy phần đỉnh hạt.